# Senato della Virginia Occidentale
Il Senato della Virginia Occidentale è, insieme alla Camera dei Delegati, una delle due camere che compongono la Legislatura della Virginia Occidentale. Essa si riunisce nel Campidoglio dello Stato della Virginia Occidentale.
Il Senato è composto da 34 membri, eletti per un mandato quadriennale ma rinnovati per metà ogni due anni. Non sono presenti vincoli sul numero di mandati.